# ポケットファイター
『ポケットファイター』（POCKET FIGHTER）は1997年9月18日にカプコンからアーケード版が発売された2D対戦型格闘ゲーム。北米アーケード版でのゲームタイトルは "Super Gem Fighter Mini Mix"（欧米PlayStation版では日本と同じ "Pocket Fighter" ）。
前年に発売された落ち物パズル『スーパーパズルファイターIIX』のちびキャラと雰囲気をそのまま格闘ゲームにしたような作風が特徴。ストーリーの設定上は、「カプコンの対戦格闘ゲームの人気キャラクターたちが2頭身にデフォルメされたパラレルワールド」が舞台となっている。
後に複数の家庭用ゲーム機へ移植された（#他機種版）。

## 基本システム
本作は1レバー+3ボタンで、3つのボタンはそれぞれパンチ（Pボタン）・キック（Kボタン）・スペシャル（Sボタン）となっている。パンチおよびキックに強弱の区別はなく、ジャンプ・立ち・しゃがみのほかレバー前入れ、しゃがみ前入れなどで変化する。スペシャルは各種の特殊動作やマイティコンボ（超必殺技）のコマンドの一部として用いられる。
攻撃ボタンの数が少ないため、基本技（通常技）の配分は以下のようになっている。しゃがみ前入れ攻撃は、操作自体は特殊技のようだが、本作では全キャラクター共通システムの基本技扱いである。
- 立ちパンチ - 後述するフラッシュコンボの始動技となっている。他のシリーズでの立ち中パンチや強パンチなどに相当。
- 立ちキック - 立ちパンチとは異なり単発の攻撃で、動作が大きめ。他のシリーズでの立ち中キックや強キックなどに相当。
- しゃがみパンチ - 素早く攻撃でき、ほとんどのキャラクターが必殺技でキャンセル可能。他のシリーズでのしゃがみ弱パンチや中パンチなどに相当。
- しゃがみキック - 立ちガード不能な足元への攻撃。ただし、モリガンとレイレイのみしゃがみ前入れキック（ダウン技）と共通になっている。他のシリーズでの各種しゃがみキックに相当。
- しゃがみ前入れパンチ（対空技） - 斜め上に向けて攻撃する。足で攻撃するキャラクターもいる。
- しゃがみ前入れキック（足払い技） - 立ちガード不能で、相手をダウンさせる。他のシリーズでのしゃがみ強キックなどに相当。
- ジャンプパンチ、ジャンプキック - 空中からの攻撃。しゃがみガード不能。他のシリーズでの各種ジャンプ攻撃に相当。

また、特殊技として全キャラクターに専用のダッシュ攻撃が存在する。ダッシュ中にパンチまたはキックの2種類があり、ヒットさせると相手を吹っ飛ばせるが隙も大きい。この他、キャラクターによっては特殊技としてレバー前入れ攻撃や空中からのレバー下入れ攻撃などを持つキャラクターもいる。
通常投げは発動から掴むまでには多少の時間が掛かり、掴めなかった場合はすかりポーズとなり隙ができる。中にはコマンド入力後ボタンを押し続けることで発動ポーズのまま発光して溜めることができる「チャージ投げ」という属性を持ったコマンド投げも存在する。
本作の投げコマンドは『ストリートファイターIII 3rd STRIKE』、『CAPCOM FIGHTING Jam』や『ストリートファイターIV』など多くのカプコンの対戦格闘ゲームにおいて使われるようになった。

### マイティコンボ
必殺技を繰り出すなどの様々な行動で体力ゲージの下のマイティコンボゲージが溜まっていき、このストックを消費して強力な技「マイティコンボ」を繰り出すことができる。他ゲームの「スーパーコンボ」などにあたる存在。キャラクターによってはゲージを同時に2本や3本消費するマイティコンボを持っているものもいる。
マイティコンボには一部の技を除きコマンドが2つ用意されている。一方は簡略化されたレバー操作で、インストラクションカードのコマンド表に掲載されているのはこちらのコマンドである。もう一方は過去の作品のコマンドをモチーフとしたものとなっているが、こちらは隠しコマンド扱いとなっているほか、ボタン数の違いなどから、一部の技は原作と全く同じコマンドではなくアレンジされているものもある。

### ジェム
各キャラクターの必殺技のうち3つには対応するジェム（赤・黄・青）が設定されており、対応するジェムを集めることで3段階に強化される。それぞれ、赤が飛び道具などの遠距離攻撃（例外としてザンギエフは投げ技、タバサは突進技）、黄が対空攻撃、青が突進攻撃に対応している。
ジェムには小・中・大・特大（パワージェム）の4段階のサイズがあり、大きさに比例してゲージの上昇率が変化する。ジェムは相手に攻撃をヒットさせたり相手の攻撃を受けたりする他に、ラウンド開始時や様々な条件で出現する宝箱や、時々画面上に飛来するアイテムキャリアを攻撃することでも出現する。まれにダイヤモンドの形をしたレインボージェムが出現することもあり、これを取った場合は全ての色のゲージが上昇する。ジェムを入手するとマイティコンボゲージも一緒に上昇し、3段階目以上はパワーアップしない代わりに大きく上昇するため、一部のマイティコンボは当て続けるだけでゲージを自給自足ができる場合もある。一定時間取らないで放置しているとジェムは消えてしまう。相手をふっとばして出したジェムでも、相手が取ることができる。
基本的にパワーアップした方が強いため、ジェム争奪戦、と見せかけて普通に攻撃などの駆け引きもこのゲームの重要なファクターである。ただし、対空技に対応した黄色ジェムの場合、ケンの「昇龍拳」やモリガンの「シャドウブレイド」など、LV1の方が1ヒットでダウンを奪えて使い勝手が良いキャラクターもいるため、あえて黄色ジェムを意図的に取らないという戦略もある。
ジェムのデザインは『スーパーパズルファイターIIX』で使用されていた同名のブロック（ノーマルジェムおよびパワージェム）を基にしているが、本作では緑ジェムが登場しない。

### フラッシュコンボ
このゲームの基本コンボとなる攻撃。立ちパンチから発生するコンビネーション技でコスプレしながらの連続技が発動する。大きく分けて2ルートに分岐し、4段目を出した時点で終了となるが、それ以前で止めることもできる。2ルートそれぞれで3段目と4段目の内容が変化するため、フィニッシュ技は4種類。ルートによって出る技は各キャラクター毎に固定されている。相手に当ててさえいればガード・ヒットにかかわらず発動可能で、先行入力やディレイの受け付け時間もかなり甘く設定されている。また、発動中に進行方向の逆方向にレバーを入れるとそれまでの先行入力を全て取り消し、途中でコンボを中断させることもできる。
基本的に全てのルートは4段全てが連続ヒットすることはない。ルートによって、ガードされても反撃されない攻撃、下段攻撃、中段攻撃、ガードクラッシュ、投げ技などに分岐する。4段目をヒットさせることで宝箱が出現する。

### ガードクラッシュ
ガード不可能の攻撃を出してダメージを与えつつ相手の溜めたジェムを奪うことができる。レバー入力により攻撃が違い、リーチなどのほか奪えるジェムの色が違う（通常は赤ジェムしか出せないダンも別色のジェムを奪える）。基本的に攻撃判定が出るまでに時間が掛かる。また、フラッシュコンボの4段目として発動することもあり、この場合はキャラクターによって何が出るかが固定されている。
- ニュートラルS - 赤ジェムに対応。目の前に振り下ろす攻撃。標準的な性能。
- レバー前入れS - 黄ジェムに対応。真横に攻撃するためリーチが長いが、上方向に対しては弱い。
- しゃがみS - 青ジェムに対応。斜め上に向かって攻撃する対空技。横方向へのリーチは短い。

通常奪えるのは1レベル分のジェムだが、攻撃を遅らせる（溜める）ことも可能で、溜めるとより多くのジェムを奪えるが、相手に潰される危険性も高くなる。限界まで溜めた攻撃をヒットさせると、相手の対応ジェム全てを放出させた上、宝箱も出現する。
本作は一般的な対戦型格闘ゲームと異なり、必殺技をガードした時にケズリ（体力ゲージの減少）がない。また、投げ技も出すまでに時間が掛かる。
ガードクラッシュに対しての反撃方法として、体が青く光って一定時間ガードクラッシュを受け止めることができる「ガードクラッシュ返し」を出せる。成功すると相手をパンチで攻撃すると共に宝箱が出現する。しかしガードクラッシュ以外の攻撃に対しては一部を除いて効果がなく無防備なほか、時間内にガードクラッシュを食らわなかった場合はスキだらけとなる。

### アイテム
ジェム以外のアイテムとして、全7種類（炎・氷・毒・爆弾・バナナ・石化・雷）のアイテム玉が存在し、手持ちのアイテム玉を投げたり、または地面に設置することで様々な効果が発動する。地面に置いた場合は一定時間後に効果が発動するが、設置したキャラクターもダメージを受ける可能性がある。各キャラクターは試合開始時にアイテム玉を1つずつ所持している。また、宝箱などからはジェムの他にもアイテムが出現することもある。アイテム玉は一度に3個まで持つことができ、複数持っている場合は挑発ボタンで持ち替えることも可能。
また、これとは別に食べ物などの回復アイテムが出現する場合もある。こちらは拾えばその場で体力ゲージが回復する。
ジェムやアイテムを運んでくるアイテムキャリアはソンソン、トントン、カッパ、サンゾウ、カミナリの全5種類存在し、いずれも雲に乗って登場する。ソンソンはレベルアップのためのジェム、トントンは体力を回復する食べ物、カッパはアイテム玉、サンゾウはレインボージェムを出す。カミナリは一定間隔をおいて放電するため、アイテムを取ろうとして攻撃するとダメージを受ける場合もあるが、攻撃が成功すると各種の大きいアイテムを出す。アイテムキャリアの出現条件は2種類あり、1つは10カウントの間に出るか出ないかが決められ、もう1つはキャラクターがダウンした時にコンピュータが判断する。なお、ソンソンとカッパの出現率は高く、サンゾウとカミナリの出現率は低い。

### その他のシステム
その他の特殊行動を以下に挙げる。
カウンター
相手の技の動作中などに反撃するとカウンターとなり、通常よりも相手が大きく吹き飛ぶ。このシステムは後に出た『ストリートファイターZERO3』にも採用されている。このカウンターでしか見られない、キャラクターが吹っ飛んで地球を一周する「地球ぶっとび」というものもある。
受け身
相手の攻撃で空中に吹っ飛ばされた時にその場で体勢を立て直せる。こちらも後に出た『ストリートファイターZERO3』にも採用されている。
ガードキャンセル
ガード中にゲージを1つ消費する代わりにガード硬直を解いてパンチで反撃ができる。威力は低くコンボも繋げられないが、成功して相手にヒットすると宝箱が出現する。
追い討ち攻撃
『ヴァンパイア』シリーズで採用されている、ダウン中の相手への追加攻撃。本作では全キャラクター共通で1ヒット攻撃となっており、威力も低く決めるチャンスは少ない。
移動起き上がり
『ヴァンパイア』シリーズで採用されているものと同じく、ダウンしたまま左右に移動してから起き上がることができる。入力したボタンにより移動距離が変化する。
イージーリバーサル
自動で対空攻撃を出せる。発動する技はジェムの成長率にかかわらずイージーリバーサル時専用の性能を持つ対空必殺技となっており、移動起き上がりをした場合は出すことができない。
メガクラッシュ
溜まったゲージと手持ちのジェムを全て放出し、一定時間全身無敵になりダメージを与える。
カウンタークラッシュ
ダメージを食らって吹っ飛んでいる最中に受け身と同じタイミングでメガクラッシュを発動すると、画面を縦横無尽に飛び回りながら攻撃するカウンタークラッシュに変化する。

## 登場キャラクター
ダンと豪鬼は隠しキャラクターとなってはいるが、選択画面で空きになっている右上隅および左上隅に隠れているのみで、使用するための隠しコマンドは必要としない。
リュウ
自分より強い奴を探している。今回は強者の情報を得るためにタバサに会いに行く。キャラクター性能はオーソドックスだが、根が真面目な性格のため、コスプレを一切しない（「暴風竜巻旋風脚」で上空に曇雲を作る、投げ技でグローブを着ける、ガードクラッシュで引っこ抜いた道路標識で殴る、程度）という特徴がある。この件について、一部のコミックスなどでは「貧乏だからコスプレの服を買うお金がない」という解釈もなされていた。『スーパーパズルファイターIIX』とは違い赤い鉢巻をしているが、キャラクター設定としては『ストリートファイターZERO』シリーズに近い。
初期装備のアイテム玉は雷。
ケン
恋人持ちなのにもかかわらず未だにナンパ癖があり、お高めのオネエちゃんをお茶に誘おうと出かける。リュウ同様癖のない性能だがリュウと違い、コスプレする技をいくらか持っている。キャラクター設定は『ストリートファイターZERO2』に近いが、髪型や道着などは『ストリートファイターIII』に近いものに変更され、同作の「疾風迅雷脚」を使える。
初期装備のアイテム玉は炎。また、フラッシュコンボに搭載されているガードクラッシュが珍しく黄ジェム対応になっている（他にフェリシアと豪鬼が黄ジェム対応）。
チュンリー
動物園から脱走した動物を捕獲するべく行動している。刑事らしからぬ言動が目立ち、対戦中には相手を逮捕しようとする技を持っている。他のシリーズ同様スピードに優れる。「百烈脚」以外の蹴り系の必殺技が「スピニングバードキック」を基にした動きになっている。『バイオハザード』のジル・バレンタインや『スターグラディエイター』のジューンのコスプレをする技を持つ。『スーパーパズルファイターIIX』から顔グラフィックが描き直された。
初期装備のアイテム玉は氷。
ザンギエフ
ロシアの偉い人（大統領）の依頼でフェリシアをロシアに招待しようと探している。他シリーズ同様接近しないと辛いキャラクターだが、奇襲する投げ技「ヘビーバイト」とダッシュのおかげで接近するのは多少楽になっている。「スクリューパイルドライバー」の破壊力は健在で、レベル3のダメージは初代『ストII』にも匹敵する。親父、土木作業員などのコスプレ技を持っている。レベルアップ必殺技はいずれもレベルアップしても使い勝手が変わらないという特徴がある。
初期装備のアイテム玉は石化。
さくら
夏休みを利用し、リュウを探す旅をしている。リュウと似た技を持っているが性質は大きく違う。「波動拳」や「真空波動拳」の他、マッチョな男に攻撃してもらうマイティコンボ「春爛漫」など本作オリジナルの技を使用する。コスプレ技は水着、バニーガールなど。
初期装備のアイテム玉はバナナ。
いぶき
アイスクリームを求め、東京・原宿までの旅をしている。『ストリートファイターIII』同様、トリッキーで癖の強い技が多い。必殺技「苦無」を投げる際にロレントに変身するが、それ以外はすべて純和風のコスプレである。食がらみのネタが多い。なお、いぶきは唯一どのキャラクターの最終ボス（8人目）にもなっていない。
初期装備のアイテム玉は炎。また、全キャラクター中で唯一、フラッシュコンボに搭載されているガードクラッシュが青ジェム対応である。
モリガン
どっちが美しい女か分からせるために春麗を探している。ナース、ウェイトレスなどマニアックなコスプレ技を持っており、オープニングでは唯一その姿を確認できる。マイティコンボ「ダークネスイリュージョン」では分身役としてリリスも登場する。対空技は、技を出した瞬間に無敵時間がある「シャドウブレイド」を持っている。さらに、ダンなど一部のキャラクターに対しての隠し勝利ポーズとして、『スーパーパズルファイターIIX』でも見せた本人と同じ姿のコスプレも披露する。
初期装備のアイテム玉は爆弾。
レイレイ
ダークストーカーズを探す旅の途中旅費が尽きてしまい、好待遇のアルバイト募集をしているザンギエフに会うことにする。コスプレは料理人、出前などがある。消えるダッシュや空中ダッシュ、暗器を使った技の数々は非常にトリッキー。お札に変身している姉のリンリンは今回は帽子の上に乗っている。
初期装備のアイテム玉は爆弾。
フェリシア
念願のミュージカルスターになれたものの、今度は映画スターになりたいと願うようになり、業界にコネのありそうなケンに会いに行く。移動速度の速い技を多数持っており、使いやすいキャラクター。フラッシュコンボではロックマン、サスカッチなど様々なカプコンキャラクターに変身する。
初期装備のアイテム玉は雷。
タバサ
全国三百万人の婦女子の憧れ「魔法のステッキ」を手に入れるため、仙術師である少家の末裔レイレイを探す旅に出る。19歳だが大人びた言動の魔女。『ウォーザード』の時とは違い飛び道具こそ持たないものの、当たり判定の広いガードクラッシュをはじめ強力な技を多数持っている。「つくってふぁいたー」の性格診断の時に質問を出す役割をもって登場する。『ウォーザード』同様ネコジャラシでネコのアル・イブンを使役しているほか、体力が3分の1以下になると同じく『ウォーザード』に登場したタオを盾にしはじめる。メカタバサを使う技では『ヴァンパイア』でアナカリスと共にいたカイビトも登場する。
初期装備のアイテム玉は氷。
ダン
隠しキャラクター。サイキョー流の一番弟子として、さくらをスカウトしようとする。ガードクラッシュ以外の攻撃を当てた際にでるジェムの色は赤のみ。カラオケが趣味ということもあって、コスプレはすべて歌手のものとなっている。ガードクラッシュやマイティコンボでは亡き父親の火引 強（ゴウ）の幽霊を呼び出すこともできる。3ゲージ消費マイティコンボ「殉哭殺」は豪鬼の「瞬獄殺」のパロディで、背景の文字は「天」ではなく「父」。当たり判定の弱い技、隙の多い技が多く、他のキャラクターより見劣りする部分も多い。家庭用では新マイティコンボ「真・晃龍拳」も追加されている。
このゲームでもダンは何度でも挑発ができるが、ダン以外の全員も一試合に16回まで挑発を出せる。そのため、ダンの特徴の一つである挑発の影が薄くなりがちだが、マイティコンボ「挑発伝説」は他のシリーズ以上の演出時間の長さとなっている。
初期装備のアイテム玉はバナナ。
豪鬼
隠しキャラクター。レジャーランド「極園島」として再開発されることになった獄炎島を離れ、新しい修行場を探す旅をしている。真面目な技とそうでない技の落差が激しく、殺意の波動で相手を燃やすかと思えば、大工職人になったり海パン一丁になったり『ウォーザード』のレオに変身したりと、他のゲームとは違うコミカルな動作を見せ、口数も多い。マイティコンボ「瞬獄殺」は簡易コマンドで入力するといつものように画面が真っ白になるだけだが、原作風コマンドで出すと攻撃中のコミカルな豪鬼が見られる。
初期装備のアイテム玉は毒。

## ステージ
本作のステージには様々なカプコンキャラクターが登場する。
酒場：BAR「マキシマム」
ディージェイとジューンが経営している酒場。エドモンド本田やキャミィのほか、ガイルやナッシュといった様々なストリートファイターシリーズのキャラクターが試合を観戦している。フェリシアの最終ステージ。
おもちゃ屋：おもちゃ屋「ダルシーム」
ダルシムがモチーフとなっているおもちゃ屋。ガロンを銃で脅しているバレッタ、おもちゃをねだる赤ちゃんキャミィと必死で断るベガ、春麗フィギュアに見入るバイソン、迷子のアニタとそれを捜すドノヴァンなど様々なシチュエーションが満載。いぶき、ケンの最終ステージ。
スキー場：スキーリゾート「La Menkoi」
スキー場が舞台のステージ。スノーボードを楽しむユン・ヤン兄弟やソリを満面の笑みで楽しむベガ、かまくらの中で餅を食べているソドムとビシャモンなどリゾートを満喫しているキャラクターが多い。レイレイの最終ステージ。
アマゾン：貸し浮き輪屋「サフリル」
ブラジルのステージ。ブランカが経営している貸し浮き輪屋が舞台。ステージの雰囲気は『ストリートファイターII』のブラジルステージに類似している。ブランカをはじめ『ストII』のブラジルステージにも登場したカメラ男や、ダルシム、サリー、コダル（象）のダルシム一家、かき氷を食べているエレナなどにぎやかなステージ。後ろの方には寝釈迦像が建っている。春麗、さくらの最終ステージ。
中華街：元飯店大繁盛
中国のステージ。元が経営している中華料理店が舞台。元の他にフェイロン、ビクトル、ベガ、ソドム、バーディー、ガイが登場する。モリガン、ダンの最終ステージ。
タバサの部屋：天才隠遁部屋
『ウォーザード』に登場する北国、アイスラーンにあるタバサの自宅が舞台。フェリシア、レオやリリスといったキャラクターが思い思いにくつろいでいる。背景に登場するフェリシアとリリスは、プレイヤーキャラクターとして登場する場合は、ステージからいなくなる（リリスはモリガン使用時）。キャラクターの数は他のステージより少なめ。リュウの最終ステージ。
マカイ外：ムーンライトダークキャッスル
魔界が舞台のステージ。巨大な満月に向かってガロンが吼えている。登場キャラクターが最も少ないステージ。タバサ、豪鬼の最終ステージ。
マカイ中：魔王の引っ越し
魔界にあるデミトリの新居。床上をデミトリが滑ったり、「ミッドナイトブリス」で女体化したジェダがいる。ザンギエフの最終ステージ。

## 他機種版
PlayStation版
1998年6月11日発売。能力値を操作するアイテムを装備してフルオートで対戦させる「つくってふぁいたー」、1本の体力ゲージで連続で敵と戦い続ける「ランニングバトル」、『私立ジャスティス学園』の体験版も収録。ストーリーデモもフルボイスとなった。ただし、PSのメモリ容量のために一部のグラフィックや演出（地球ぶっとびなど）が削られている。
つくってふぁいたー
強いキャラクターを育てることを目標とした、PS版オリジナルのモード。最初に10問の質問に答えて性格診断を受ける。質問の総数は300を越える中からランダムで問いが投げかけられる。回答によってキャラクターの性格（行動パターン＋初期装備アイテムカード＋所持アイテム）＆能力タイプが決まる。タバサの質問は、最初の4問目（2択質問）までが性格を決めるものになっており、5問目（4択質問）から能力タイプが決まる。性格の違いによるキャラクターの強弱はない。育てたキャラクター同士のデータを持ち寄って戦わせることもできる。
セットアップ
アイテムカードにも様々な種類と効力があり、装備しているアイテムカードが変わると戦い方も変化する。
ストリートバトル
ストリートバトルで勝つことで相手が持っていたアイテムカードと同じものが手に入る。負けたときのペナルティはない。戦うキャラクター選択後にセットアップを行うが、その時に相手が持っているアイテムカードも判明する。
サバイバルバトル
ランニングモードと違い、「つくってふぁいたー」の中でオートバトルをする。1ラウンド先取すると体力は完全回復する。
ランニングバトル
PS版・SS版にのみ登場した「ランニングバトル」モードの専用ステージ。「ランニングバトル」は『ストリートファイターZERO』シリーズなどの「サバイバルバトル」同様に体力ゲージ1本でどれだけの相手を倒せるか競うモードであるが、ステージ全体がひとつの絵になっており、横に長く続く砂漠の廃墟を敵を倒しながら徐々に進んでいく形になっている。受けたダメージは、ジェムをとった数や残り時間によって1ラウンド毎に回復する。『ブレス オブ ファイアIII』や『QUIZなないろDREAMS 虹色町の奇跡』、『ロックマンDASH』など格闘ゲーム以外のカプコン作品のキャラクターが集っている。

2000年2月24日には廉価版「PlayStation the Best for Family」として再発売された。
2011年4月13日にはゲームアーカイブスでも配信開始された。
セガサターン版
1998年7月9日発売。拡張カートリッジ4MB対応。アーケード版からの新要素として「ランニングバトル」は収録されているものの、PS版にあった「つくってふぁいたー」は存在しない。それ以外はほぼアーケード版を再現している。
ワンダースワン版
2000年4月6日にバンダイから発売。対応画面はヨコ方向で、通信にも対応。モノクロ画面のため、ジェムが色ではなく、■（赤に対応）・◆（黄）・●（青）の形状による区別になっている。アイテムやキャラクターボイスは存在しないが、オリジナル要素としてクリア時に成績がポイントで評価される「ポイントバトル」と、通常技や必殺技のカードを使って戦う「カードファイター」を収録。
PlayStation 2版『ストリートファイターZERO Fighter's Generation』
2006年5月25日発売のコレクションソフト『ストリートファイターZERO Fighter's Generation』に収録された5作品のひとつとして登場。アーケード版を完全移植しており、基板の細かいバージョン違いなども設定できる。それまでの据置機にあったロード画面もない。アーケードを基本としているが、ストーリーデモにボイスが付いているなど、過去の家庭用移植版の要素も取り入れている。隠しモードとして、ランニングバトルにシステムが類似した「ランダムサバイバル」と、あらかじめ設定されたキャラクターの中からランダムでキャラクターを選出し延々と対戦できる隠し対戦モードが収録されている。前者では通常BGMの代わりに「ランニングバトル」のBGMが、後者はキャラクターごとのテーマ曲が流れ、ザンギエフは『MARVEL VS. CAPCOM』、タバサは『ウォーザード』、いぶきは『ストリートファイターIII』、その他のキャラクターはAC版『スーパーパズルファイターIIX』でのテーマ曲になる。
2007年11月15日には廉価版「Best Price!」として再発売された。
PlayStation 4、Switch、Xbox One、Steam『カプコン ファイティング コレクション』
2022年6月24日発売された『カプコン ファイティング コレクション』に収録された10作品のひとつとして登場。基本的にはアーケード版の完全移植で、過去の家庭用の追加要素は未収録だが、オンライン対戦、トレーニングモード、ミュージアムモードを収録している。海外版の『Super Gem Fighter Minimix』への切り替え可能。
PlayStation 4、Switch、Xbox One、Steam『カプコンアーケード2ndスタジアム』
2022年7月22日に配信。個別購入が可能。過去の家庭用の追加要素は未収録だが、早送り、巻き戻し、途中セーブ機能が追加。

## スタッフ
- オブジェクトデザイン：INO（伊野英樹）、西村マサル、YORIO（頼兼和男）、SHIGEYAMA（茂山基大）、大住智彦、MAYANO（野山正）、KIMOKIMO & SEMA（木本壮紀）、IWASAKI（岩崎篤嗣）、IKUSAN Z（中山郁夫）、KITASEN、RUMICHAN、田村千津子
- スクロールデザイン：TAKAKO NAKAMURA、H・OHNISHI（大西弘樹）、大西明子、OJIJI（向井伸介）、米塚啓和、田上陽一、R.UNO
- キャラクターデザイン：えだやん、I.YAMAZAKI、JIWASAKI、SAKOMIZU（迫水新一郎）、BABATIN、UKA-BIN（鵜飼敏）
- ミュージックコンポーズ＆アレンジメント：阿部功、岩井由紀、山本節生
- サウンドデザイン：伊勢聡、RYOJI（山本亮治）、大野博司
- ボイス：天野由梨、荒木香恵、石井直子、岩永哲哉、笹本優子、神宮司弥生、高木渉、西村知道、根谷美智子、保志総一朗、細井治、宮村優子
- プログラマー：KNIGHT RIDER GIU、SENOR、PON、ITTETSU、山崎慎一郎、MINOMIYA（蓑宮正哲）、CHAM（岡田成司）、HARD・YAS-ENEMY-（原田康則）、TEAM DIRTY BERET
- ゲームデザイン：SPP IORYA（江口勝博）、MURASKIUMAGOYASHI（太田直仁）、BURNS FUJI、大橋守、TEAM SADOGATAKE
- プロデューサー：佐渡敬
- ゼネラルプロデューサー：船水紀孝
- エグゼクティブプロデューサー：岡本吉起
- スペシャルサンクス：SHIRAIWA、ERIK SUZUKI、DAN OKADA、CHRIS TANG、RITA ROKOS、SATSUMA（池田陽一郎）、TOMOAKI TSUJI

## 関連商品
攻略本
- 『GAMESTMOOK Vol.105 ポケットファイター』新声社、1997年12月20日発行。ISBN 4-88199-392-5。
- 『ポケットファイター 公式ガイドブック』アスペクト、1998年7月13日発行。ISBN 4-75720-129-X。
- 『ポケットファイターと遊ぶ本』アクセラ、1998年7月24日発行。ISBN 4-90095-243-5。
- 『ポケットファイター大百科』勁文社、1998年10月6日発行。ISBN 4-76693-059-2。

CD
- 『ポケットファイター オリジナルサウンドトラック』ファーストスマイル・エンタテインメント、1997年12月17日発売。
- 『ポケットファイターリミックス / カプコン・スポーツ・クラブ』セルピュータ、1998年9月18日発売。

## コミカライズ
PS版発売に合わせて、コミックボンボン（講談社）で、吉村秀雄によるコミカライズ版が連載された（1998年4月号から同年9月号まで）。コミックス未発売。

## 関連作品
- 『CRフィーバーストII』 - パチンコ機。本作に登場したリュウ、ケン、春麗、ザンギエフが登場し、それ以外のキャラクターもデフォルメされて登場している。他に、このパチンコ機をTVゲームとして移植したPS版『FEVER4 SANKYO公式パチンコシミュレーション』にも同じキャラクターが起用されていた。
- 『カプコンパーティ』 - カプコンの携帯電話向けサイト。本作のデフォルメキャラクターを使用したアプリゲームがいくつか配信されている。
- 『NAMCO x CAPCOM』 - このゲームのシステムである「フラッシュコンボ」が『ロストワールド』のシルフィーの必殺技として起用されており、本作のようにシルフィーが他のカプコンの女性キャラクターの衣装にコスプレ変身して攻撃する。また、ストーリー中の背景として「マカイ外：ムーンライトダークキャッスル」も使用されている。